# Compsobraconoides robustus
Compsobraconoides robustus är en stekelart som beskrevs av Donald L.J. Quicke 1989. Compsobraconoides robustus ingår i släktet Compsobraconoides och familjen bracksteklar. Inga underarter finns listade i Catalogue of Life.